# エディ・オフォード
エディ・オフォード（Eddie Offord）は、イギリス出身の音楽プロデューサー、レコーディング・エンジニアである。1970年代初頭から主にイエス、エマーソン・レイク・アンド・パーマー（ELP）などのプログレッシブ・ロック・バンドの作品を手がけてきた。

## 来歴
大学では薬学を専攻していたが、エンジニアの道に転じて、ロンドンの「Advision Studios」などでキャリアをスタートさせた。レコード原盤制作で最も有名な実績は、イエスとELPの代表作で、共同プロデュースとエンジニアリングを務めたことである。
オフォードの技能で特筆すべきものは、磁気テープの編集作業の卓越したアイデアと技術である。彼はテープ編集によって楽曲を再構築するだけではなく、マルチトラック・テープの録音に別のマルチトラック・テープに録音された別テイクのパートを移して編集するなど、録音機材をあたかも楽器のように自由自在に扱う技術を持っていた。彼のテープ編集技術は、イエスのアルバム『こわれもの』、『危機』、『海洋地形学の物語』に収録された長尺曲の制作において極めて貴重であり、イエスの音楽性に多大な影響を与えて、彼が「6人目のイエス」と呼ばれる所以となった。
その他、パット・アーノルド、テイスト、テリー・リードなど様々なミュージシャンやグループの作品の制作に携わった。
1999年、ミュージック・ビジネスから引退。イエスのファン・サイトに掲載されたインタビューでは、その理由について「音楽はもはや私の人生の中では大きな部分を占めていない」といったことを語っている。現在、南カリフォルニアで暮らしている。

## エピソード
ELPのアルバム『タルカス』に収録されている曲「アー・ユー・レディ・エディ (Are You Ready Eddy?)」は彼を題材にした曲である。
1972年、イエスを脱退したビル・ブルーフォードの後任として、アラン・ホワイトを推薦した。彼は、イエスにはもう少しロック色が強いドラマーが必要なのでは、と考えたという。

## 関連作品
| アーティスト名                                 | 作品名                               | 原題                          | 発売年 | 担当                         |
| ---------------------------------------------- | ------------------------------------ | ----------------------------- | ------ | ---------------------------- |
| ブライアン・オーガー・アンド・ザ・トリニティー | オープン                             | Open                          | 1968   | エンジニア                   |
| ブライアン・オーガー・アンド・ザ・トリニティー | ストリートノイズ                     | Streetnoise                   | 1969   | エンジニア                   |
| ブライアン・オーガー・アンド・ザ・トリニティー | ディフィニットリー・ホワット         | Definitely What!              | 1969   | エンジニア                   |
| エマーソン・レイク・アンド・パーマー           | エマーソン・レイク・アンド・パーマー | Emerson, Lake & Palmer        | 1970   | エンジニア                   |
| エマーソン・レイク・アンド・パーマー           | タルカス                             | Tarkus                        | 1971   | エンジニア                   |
| エマーソン・レイク・アンド・パーマー           | 展覧会の絵                           | Pictures at an Exhibition     | 1971   | エンジニア                   |
| エマーソン・レイク・アンド・パーマー           | トリロジー                           | Trilogy                       | 1972   | エンジニア                   |
| イエス                                         | 時間と言葉                           | Time and a Word               | 1970   | エンジニア                   |
| イエス                                         | イエス・サード・アルバム             | The Yes Album                 | 1971   | プロデュース、エンジニア     |
| イエス                                         | こわれもの                           | Fragile                       | 1971   | プロデュース、エンジニア     |
| イエス                                         | 危機                                 | Close to the Edge             | 1972   | プロデュース、エンジニア     |
| イエス                                         | イエスソングス                       | Yessongs                      | 1973   | プロデュース、エンジニア     |
| イエス                                         | 海洋地形学の物語                     | Tales from Topographic Oceans | 1973   | プロデュース、エンジニア     |
| イエス                                         | リレイヤー                           | Relayer                       | 1974   | プロデュース、エンジニア     |
| イエス                                         | ドラマ                               | Drama                         | 1980   | 共同プロデュース             |
| イエス                                         | 結晶                                 | Union                         | 1991   | 共同プロデュース             |
| ナショナル・ヘッド・バンド                     | アルバート 1                         | Albert 1                      | 1971   | プロデュース、エンジニア     |
| ヘッズ・ハンズ&フィート                        | ヘッズ・ハンズ&フィート (手と足と頭) | Heads Hands and Feet          | 1971   | エンジニア                   |
| ヘッズ・ハンズ&フィート                        | トラックス                           | Tracks                        | 1972   | エンジニア                   |
| テイスト                                       | オン・ザ・ボード                     | On the Boards                 | 1970   | エンジニア                   |
| ロリー・ギャラガー                             | ロリー・ギャラガー                   | Rory Gallagher                | 1971   | エンジニア                   |
| スティーヴ・ハウ                               | ビギニングス                         | Beginnings                    | 1975   | 共同プロデュース             |
| ベイカー・ガーヴィッツ・アーミー               | 燃え上がる魂                         | Hearts On Fire                | 1976   | プロデュース                 |
| リヴォン・ヘルム & RCOオールスターズ           | リヴォン・ヘルム & RCOオールスターズ | Levon Helm & RCO All Stars    | 1977   | エンジニア                   |
| デヴィッド・サンシャス                         | トゥルー・ストーリーズ               | True Stories                  | 1978   | 共同プロデュース、エンジニア |
| デヴィッド・サンシャス                         | ジャスト・アズ・アイ・ソート         | Just As I Thought             | 1979   | 共同プロデュース、エンジニア |
| ザ・ドレッグス                                 | インダストリー・スタンダード         | Industry Standard             | 1982   | 共同プロデュース             |
| パラス                                         | ザ・センティネル                     | The Sentinel                  | 1984   | プロデュース                 |
| 311                                            | ミュージック                         | Music                         | 1993   | プロデュース                 |
| 311                                            | グラスルーツ                         | Grassroots                    | 1994   | 共同プロデュース             |

その他には、T.Lavitz (元・The Dregs) のソロ・アルバムや、アメリカのプログレッシブ・ロック・バンド Art in America のアルバムにおいてもプロデューサーとしてクレジットされている。